# Body (Ja Rule)
Body è un brano musicale del rapper statunitense Ja Rule, pubblicato come secondo singolo estratto dall'album The Mirror e pubblicato il 20 settembre 2007. Il singolo è arrivato alla settantunesima posizione della classifica Billboard Hot R&B/Hip-Hop Songs. Il remix ufficiale del brano figura la partecipazione della cantante Ashley Joi.

## Tracce
Vinile
1. Body (Clean)
2. Body (Instrumental)
3. Body (Dirty)
4. Body (Acappella Dirty)
5. Body (Acappella Clean)

## Classifiche
| Classifica (2007)                    | Posizione più alta |
| ------------------------------------ | ------------------ |
| U.S. Billboard Hot R&B/Hip-Hop Songs | 71                 |